# Patrick Nyamvumba
Patrick Nyamvumba (né le 11 juin 1967) est un général rwandais, chef d'état-major des Forces rwandaises de défense (RDF) et ministre de l'Intérieur.

## Biographie
De 2009-2013, il a servi au Soudan comme commandant de la Force de l'Opération hybride UA-ONU au Darfour (MINUAD). La MINUAD avait déjà été dirigé par le général nigérian Martin Agwai avant d'être remplacé par Nyamvumba. Diplômé de l'Académie de défense du Nigeria, Nyamvumba a auparavant été le commandant des forces d'infanterie, commandant de l'Académie militaire Rwanda, Président de la Haute Cour militaire, chef de la logistique, et chef des opérations, des plans et de formation des Forces armées du Rwanda.
Nyavumba est chef d'état-major de l'armée rwandaise de juin 2013 jusqu'en novembre 2019, date à laquelle il est nommé ministre de l'Intérieur. Il est remplacé à la tête de l'armée par Jean Bosco Kazura.

## Carrière internationale
Dans une lettre en date du 21 juillet 2009 au Président du Conseil de sécurité, le Secrétaire général Ban Ki-moon avait transmis l'accord du Président de la Commission de l'Union africaine et le Secrétaire général de l'Organisation des Nations unies de nommer Nyamvumba le commandant de la force de l'opération hybride Union africaine-Nations unies au Darfour (MINUAD) à compter du 1er septembre 2009.